# Karolin (rejon kamieniecki)
Karolin (biał. Каралін, Karalin) – wieś położona na Białorusi, w rejonie kamienieckim obwodu brzeskiego. Miejscowość wchodzi w skład sielsowietu Wierzchowice.  
W miejscowości mieści się:
- Spichlerz[3]

Do nieistniejących już zabytków zalicza się:
- Dom Rothów[4]